# Casualty (Fernsehserie)
Casualty (deutsch sowohl Unfallopfer als auch Notaufnahme) ist eine britische Krankenhaus-Fernsehserie, die der Sender BBC One – überwiegend in wöchentlichem Rhythmus – seit September 1986 ausstrahlt und die hauptsächlich in der Notaufnahme des fiktiven Krankenhauses Holby City Hospital spielt. Seit 1986 wurden über 1.300 Episoden in 41 Staffeln ausgestrahlt. Seit Januar 2009 ist Casualty laut dem Guinness-Buch der Rekorde weltweit die am längsten ausgestrahlte Primetime-Krankenhausserie der Fernsehgeschichte.

## Beschreibung und Charakterisierung
Die Serie mischt Elemente der Krankenhausserie mit Elementen aus der Seifenoper, dem Dokumentarfilm und politischer Reportage und bezieht dazu Themen aus den jeweils aktuellen Nachrichten ein. Typisch für die Serie ist, dass sie das Leben der im Krankenhaus behandelten Patienten zeigt, auch bevor diese krank bzw. eingeliefert werden. Vom Serienbeginn an bis in die 1990er Jahre hinein übte die Serie Kritik an der britischen Regierung hinsichtlich finanzieller Einschnitte im britischen Gesundheitswesen. Einige der Hauptdarsteller, darunter Derek Thompson, waren erklärte Kritiker von Einschnitten in den Wohlfahrtsstaat.
Derek Thompson ist mit über 600 Episoden zudem der am häufigsten in der Serie aufgetretene Schauspieler.

## Produktion

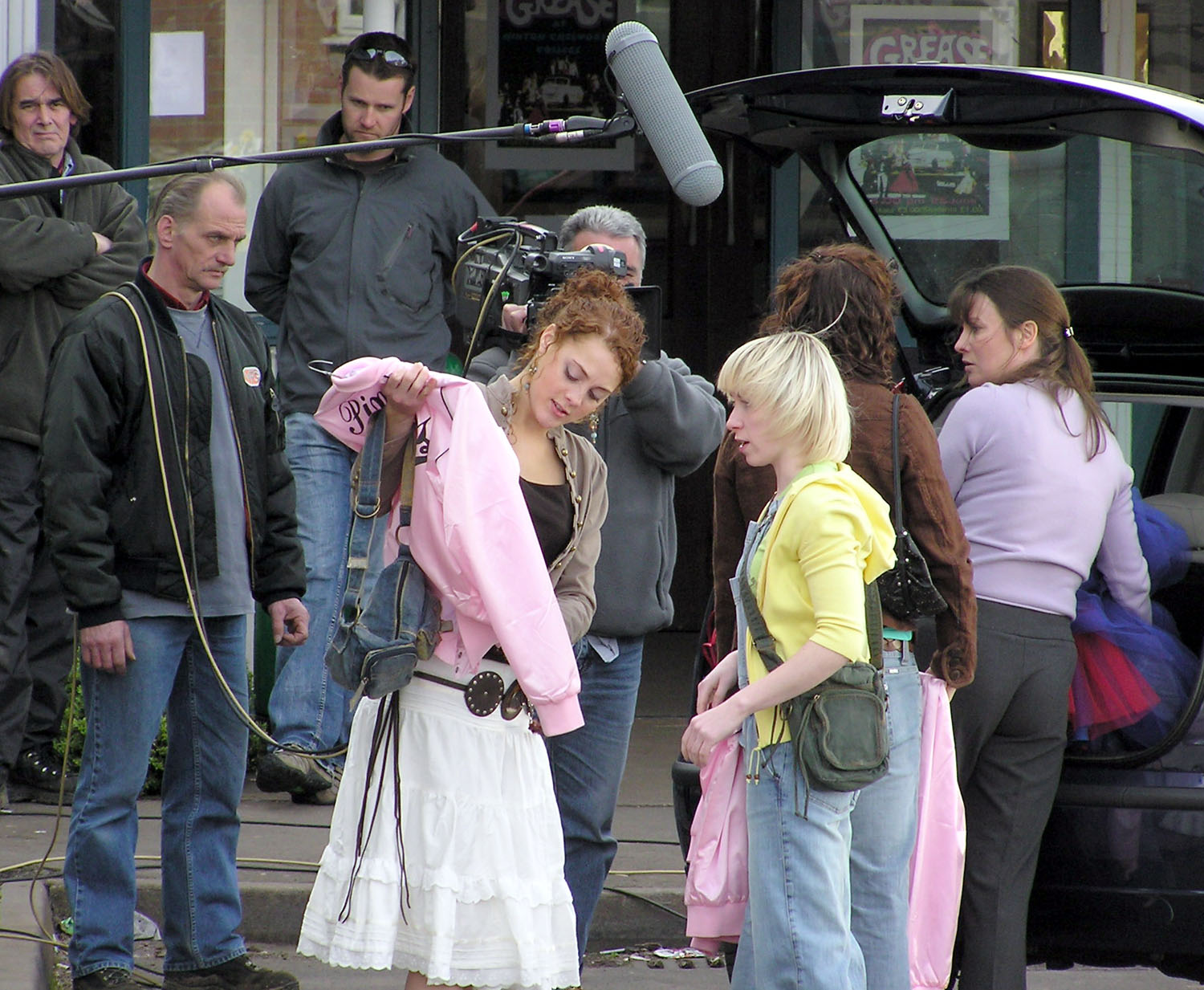
Ein Bild von den Dreharbeiten 2005 nahe Bristol. Rechts im Bild ist Susan Cookson, Darstellerin der Maggie Coldwell.

Das Logo der Serie von 1997 bis 2006.

Das Logo der Serie ab 2006.

Die Serie wurde in London und bis 2011 in Bristol produziert. Verwaltung, Konzeption und Drehbuchentwicklung finden in London statt; Dreharbeiten, Spezialeffekte und Schnitt entstanden in Bristol. Ein Großteil der in den Episoden geschilderten Ereignisse basiert auf realen Begebenheiten. Für die Konzeption der medizinischen Geschichten kommen auch medizinische Berater zum Einsatz. Die Dreharbeiten je Episode dauern zehn bis zwölf Tage. Die meisten Außenszenen wurden in der Gegend in und um Bristol gedreht. Für das Drehen von Innenszenen wurde an Wochenenden das Lehrkrankenhaus Bristol Royal Infirmary genutzt.
2011 wurde die Produktion nach Cardiff verlagert. Seit der ersten im Jahr 2012 erstausgestrahlten Episode wird ausschließlich in Cardiff produziert. Diese Episode war zudem innerhalb der Serie die erste in HD gedrehte.

## Episoden und Erstausstrahlungsdaten
| Staffel | Episoden | Beginn        | Ende          |
| ------- | -------- | ------------- | ------------- |
| 1       | 15       | 6. Sep. 1986  | 27. Dez. 1986 |
| 2       | 15       | 12. Sep. 1987 | 19. Dez. 1987 |
| 3       | 10       | 9. Sep. 1988  | 4. Nov. 1988  |
| 4       | 12       | 8. Sep. 1989  | 1. Dez. 1989  |
| 5       | 13       | 7. Sep. 1990  | 7. Dez. 1990  |
| 6       | 15       | 6. Sep. 1991  | 29. Feb. 1992 |
| 7       | 24       | 12. Sep. 1992 | 27. Feb. 1993 |
| 8       | 24       | 18. Sep. 1993 | 26. Feb. 1994 |
| 9       | 24       | 17. Sep. 1994 | 25. März 1995 |
| 10      | 24       | 16. Sep. 1995 | 24. Feb. 1996 |
| 11      | 24       | 14. Sep. 1996 | 22. Feb. 1997 |
| 12      | 26       | 11. Sep. 1997 | 28. Feb. 1998 |
| 13      | 28       | 5. Sep. 1998  | 13. März 1999 |
| 14      | 30       | 18. Sep. 1999 | 25. März 2000 |
| 15      | 36       | 16. Sep. 2000 | 28. Apr. 2001 |
| 16      | 40       | 15. Sep. 2001 | 29. Juni 2002 |
| 17      | 40       | 14. Sep. 2002 | 21. Juni 2003 |
| 18      | 46       | 13. Sep. 2003 | 28. Aug. 2004 |
| 19      | 49       | 11. Sep. 2004 | 20. Aug. 2005 |
| 20      | 47       | 10. Sep. 2005 | 26. Aug. 2006 |
| 21      | 48       | 23. Sep. 2006 | 4. Aug. 2007  |
| 22      | 48       | 8. Sep. 2007  | 9. Aug. 2008  |
| 23      | 48       | 13. Sep. 2008 | 1. Aug. 2009  |
| 24      | 48       | 12. Sep. 2009 | 21. Aug. 2010 |
| 25      | 47       | 4. Sep. 2010  | 6. Aug. 2011  |
| 26      | 42       | 13. Aug. 2011 | 22. Juli 2012 |
| 27      | 44       | 18. Aug. 2012 | 20. Juli 2013 |
| 28      | 48       | 3. Aug. 2013  | 23. Aug. 2014 |
| 29      | 46       | 30. Aug. 2014 | 23. Aug. 2015 |
| 30      | 43       | 29. Aug. 2015 | 30. Juli 2016 |
| 31      | 44       | 27. Aug. 2016 | 29. Juli 2017 |
| 32      | 44       | 19. Aug. 2017 | 4. Aug. 2018  |
| 33      | 46       | 11. Aug. 2018 | 10. Aug. 2019 |
| 34      | 43       | 17. Aug. 2019 | 26. Sep. 2020 |
| 35      | 30       | 2. Jan. 2021  | 7. Aug. 2021  |
| 36      | 44       | 14. Aug. 2021 | 13. Aug. 2022 |
| 37      | 43       | 20. Aug. 2022 | 19. Aug. 2023 |
| 38      | 36       | 26. Aug. 2023 | 3. Aug. 2024  |
| 39      |          | 10. Aug. 2024 |               |

Die Staffeln 3 bis 5 liefen Freitags, die anderen Staffeln Samstags. Zumindest in der Mitte der 1990er Jahre erreichte die Serie Zuschauerzahlen von durchschnittlich 14 bis 15 Millionen.

## Beurteilung
Jason Jacobs, Autor des 2003 vom British Film Institute herausgegebenen Buches Body Trauma TV, beurteilte es als das Verdienst der Serie, dass sie im Mainstream-Fernsehen „eine gründliche politische oppositionelle Empfindsamkeit“ geschaffen habe, wodurch die Ansprüche an die Erwartungen an Krankenhausserien gewachsen seien. In dem Zusammenhang stellte er auch heraus, dass die Serie Verletzungen und Krankheiten mit realistischen Spezialeffekten und Make-up dargestellt habe.

## Auszeichnungen und Nominierungen
Bei den British Academy Television Awards wurde die Serie schon mindestens 15-mal nominiert und 3-mal prämiert. Darunter sind drei Nominierungen in der Kategorie Beste Dramaserie (1992 bis 1994) und vier Nominierungen in der Kategorie Bestes fortgesetztes Drama (Best Continuing Drama; 2004, 2006, 2007 und 2009), in der es 2007 auch eine Prämierung gab.
Für die National Television Awards wurde die Serie bisher siebenmal nominiert, darunter 2002 und 2010 in der Kategorie Populärstes Drama. Von der britischen Drehbuchautorengewerkschaft gab es drei Nominierungen (1996, 2011 und 2012), darunter auch in der Kategorie Bestes fortgesetztes Drama, in der die Episode Place of Safety 2011 gewann.

## Ableger
Seit 1999 wird die Krankenhausserie Holby City produziert und erstausgestrahlt. Sie ist ein Ableger von Casualty und spielt in demselben fiktiven Krankenhaus. Bislang entstanden über 780 Episoden in 17 Staffeln (Stand: 11. September 2015).
Die Polizei-Dramaserie HolbyBlue ist ihrerseits ein Ableger von Holby City. Im Mittelpunkt stehen die Beamten einer Polizeistation, ebenfalls in der Stadt Holby City. Von 2007 bis zur Einstellung der Serie 2008 entstanden 20 Episoden in zwei Staffeln.
Es gibt eine weitere Spin-off-Serie von Casualty, die den übergeordneten Titel Casualty 1900s trägt und in einem Londoner Krankenhaus in den 1900er Jahren spielt. Sie teilt sich in drei Miniserien:
- Casualty 1906, 2006 erschienen, eine Episode
- Casualty 1907, 2008 erschienen, drei Episoden
- Casualty 1909, 2009 erschienen, sechs Episoden